# Arie Kuiper
Adrianus Franciscus ("Arie") Kuiper (Haarlem, 28 februari 1934 – Amsterdam, 8 november 2011) was een Nederlands journalist en schrijver.
Van 1960 tot 1974 was Kuiper redacteur buitenland van het katholieke Nederlandse dagblad De Tijd. De Tijd moest in 1974 stoppen als dagblad en werd voortgezet als weekblad, met Kuiper als hoofdredacteur. Hij hield de leiding totdat zijn blad in 1990 ook als weekblad werd opgeheven. Uit de weekbladen de Haagse Post en De Tijd kwam in 1990 het nieuwe HP/De Tijd voort. Alhoewel Kuiper voorstander van de fusie was, trok hij zich toen terug.
Kuiper schreef een biografie van de Nederlandse joodse jurist en schrijver Abel Herzberg met de titel "Een wijze ging voorbij".
- Gemeinsame Normdatei: 173178286
- International Standard Name Identifier: 0000 0003 8590 2427
- Library of Congress Control Number: n93022427
- Nationale Bibliotheek van Israël: 987007264128305171
- Nederlandse Thesaurus van Auteursnamen: 069028184
- Virtual International Authority File: 247979501
- WorldCat: E39PBJc7VvB3PjqKTBr7DDCfbd